# Горный Щит
Го́рный Щит — село в составе муниципального образования «город Екатеринбург» в Свердловской области, подчинено Чкаловскому району Екатеринбурга. Площадь села составляет 7,323 кв.км.

## Географическое положение
Горный Щит расположен преимущественно на открытой, холмистой местности к востоку от Срединного Уральского хребта, на юго-западных склонах Уктусского горного массива Среднего Урала к юго-западу от областного центра города Екатеринбурга. Через территорию поселения течёт река Уктус, в пределах посёлка, в центральной его части образует небольшой пруд, ограниченный старинной плотиной XVIII века. Недалеко расположен крупный посёлок Шабровский; также в окрестности поселения расположены село Большое Седельниково, деревня Малое Седельниково и станционный посёлок Седельниково.

## История
Село создавалось на левом берегу реки Уктус в 1721 году по указу Василия Никитича Татищева на месте сожжённого, во время очередного восстания башкир, села Верхний Уктус (д.Фомино д. Иктусова) как крепость «Горных заводов щит». Крепость имела пять бастионов, была окружена земляным бруствером и надолбами и служила для защиты от нападений башкир на дороги из Сибири в Россию, а также железоделательных заводов на реке Уктус, а с 1723 года и Исети.
Деревню-то Горный Щит нарочно строили, чтоб дорога без опаски была.П. П. Бажов, «Две ящерки»
4 февраля 2008 года были назначены публичные слушания по вопросу утверждения на базе села проекта жилого района, 16 мая 2008 года проект был утвержден.
13 марта 2013 года была утверждена концепция и схема развития нового планировочного района «Горнощитский Луч» .

## Население
| 1873 | 2002  | 2009  | 2010  | 2021  |
| ---- | ----- | ----- | ----- | ----- |
| 1481 | ↗4726 | ↘4365 | ↗6299 | ↘5726 |

## Инфраструктура
В поселении есть православный храм Покрова Пресвятой Богородицы с часовней, имеются клуб с библиотекой (досуговый центр), «Музей истории Горного Щита» и стадион, работают средняя школа, детский сад, опорный пункт полиции, участковая больница с поликлиникой и станцией скорой помощи, пожарная часть, почта и отделение «Сбербанка», а также автосервис, аптека, другие службы быта горожан и несколько магазинов.

### Транспортная инфраструктура
В населённом пункте существует пригородная автостанция и несколько автобусных остановок пригородного автобуса Екатеринбурга. Транспортное сообщение между Горным Щитом и городом Екатеринбургом осуществляет автобусный маршрут № 91. В черте самого поселения внутренний городской общественный транспорт отсутствует, за исключением местной службы такси.

## Промышленность
- Горнощитский мраморный завод, гранильная и шлифовальная фабрики — в связи с сокращением заказов в 1858 году приостановили работу.
- В 1961 году в селе создали совхоз Горнощитский, впоследствии ставший арендным предприятием «Горнощитское».
- На начало 2011 года работает несколько небольших предприятий по производству строительных материалов, изделий из древесины, а также лаков и красок.
- В 1990-е годы население Горного Щита практически не сокращалось ввиду близости к Екатеринбургу, дававшему рабочие места. Экономика села никогда не была связана с одним или несколькими предприятиями, имелись устойчивые связи с Екатеринбургом, что позволило селу избежать участи «моногородов» Свердловской области.

## Достопримечательности
- Церковь Покрова Пресвятой Богородицы и часовня (1830—1837 годы) (архитектор М. П. Малахов);
- Музей истории Горного Щита — собрание изделий культуры и быта жителей Горного Щита в XIX и начале XX веков, имеется реконструкция внутреннего убранства сельской избы, отдельная экспозиция посвящена участию жителей в Великой Отечественной войне 1941—1945 годов. Музей находится в здании Горнощитской школы № 142.